# 恋する気持ちのかさねかた
『恋する気持ちのかさねかた』（こいするきもちのかさねかた）は2015年11月27日に株式会社ウィルの男性向けブランドであるensemble（アンサンブル）から発売された18禁美少女アドベンチャーゲーム。
2016年6月24日には続編である『恋する気持ちのかさねかた 〜かさねた想いをずっと〜』が発売された。

## システム
本作は、マウスクリックなどでテキストを読み進めていくオーソドックスな恋愛アドベンチャーゲームである。いわゆる攻略ヒロインは5人。期間限定で配布されていたパッチを適用することで6人となる。

## あらすじ
海沿いの土地に名門・清桜学園と伝統校・白羽学園が並んで設置されており、両学園の理事長同士がこの度婚約したことを契機とし、来年度の学園合併が決まる。
皇城蓮は清桜学園に通う2年生で、理事長の弟。学生会長の月島沙織と揃って理事長室に呼び出しを受け、学園統合に伴う問題点を洗い出すよう兄から依頼される。

## 登場人物

### 主人公
皇城 蓮 （おうぎ れん）
声 - なし
父は国内有数の大企業・皇城グループの会長で、兄の凛は皇城グループの社長で清桜学園の理事長。
皇城家の教育方針に従い、親元を離れて義妹の一花と二人で暮らしている。
ルックスが良く、学業成績も学年次席と優秀だが、兄の凛に勝てたことは一度もなく、長年のコンプレックスとなっている。

### ヒロイン
月島 沙織 （つきしま さおり）
声 - あじ秋刀魚
清桜学園の2年生で、学生会長。日本を代表する企業・月島グループの会長の娘。
学園では学年首席の優等生として肩の力が抜けないが、学生会室では寝転がってポテトチップスを食べながら漫画を読むなどしている。蓮にならだらしない姿を見られても平気と思っている。
柊 美桜 （ひいらぎ みお）
声 - 藤森ゆき奈
白羽学園の2年生。理事長である柊美紀の妹。
亡き父の思い出が残る白羽学園に愛着を感じている。そのため学園の合併には反対で、勝手に話を決めた美紀には猛反発している。
鳴海 朱子 （なるみ あかね）
声 - 有栖川みや美
白羽学園の2年生。バレー部内のビーチバレーメンバーのキャプテン。明るく社交的で、特に運動部には顔が広い。
合併先の清桜学園でもビーチバレーが続けられるか心配している。
久遠寺 ひより （くおんじ ひより）
声 - 羽鳥いち
白羽学園の1年生。大手総合商社・久遠寺商事の社長令嬢。
一花の親友であり、兄妹の家にもよく出入りしている。数分単位でトリップしてしまう妄想癖がある。
将来の夢は蓮と結婚し、夫婦で喫茶店を開くこと。そのためにカフェテリアを併設している白羽学園に入学し、カフェテリアでアルバイトをしながらバリスタになるための勉強をしている。
合併先の清桜学園にはカフェテリアがないため、不安を感じている。
鏑木 由希江 （かぶらぎ ゆきえ）
声 - 秋野花
白羽学園の3年生。学生会長を務めている。蓮と一花の隣家に住んでおり、二人のことは自分の弟妹のように可愛がっている。
蓮の部屋は自分の部屋から窓を隔てた場所にあり、窓越しに会話を交わしたり、わざと着替えているところを見せてからかったりもする。問題点の洗い出しでは、白羽学園側の代表として打ち合わせに出席する。
皇城 一花 （おうぎ いちか）
声 - 白月かなめ
清桜学園の1年生。皇城家の父親の再婚相手の連れ子で、蓮と凛にとっては義理の妹にあたる。
家事全般を引き受けており、ヒロイン中随一の女子力を誇る。
「わたしね、兄さんのお嫁さんになりたいの」パッチで攻略できるようになる。ファンディスクではヒロインに昇格する。

### サブキャラクター
皇城 凛 （おうぎ りん）
声 - 深川緑
蓮の実兄で清桜学園の理事長であり、皇城グループの社長。白羽学園理事長の柊美紀は婚約者。清桜学園のOB。
柊 美紀 （ひいらぎ みき）
声 - 遠見はるか
美桜の姉で、白羽学園の理事長。

## スタッフ
（出典：）
本編
- キャラクターデザイン - きみしま青
- シナリオ - 種村いのり、籐太、無義歩、西田タケヲ
- 音楽 - ミリオンバンブー
- ムービー - はらだ
- Web広報 - 井上
- 営業・広報 - しんのすけ、丼

ファンディスク
- キャラクターデザイン - きみしま青
- シナリオ - 無義歩、西田タケヲ
- 音楽 - ミリオンバンブー
- ムービー - KIZAWA studio
- Web広報 - 井上、月下狂乱
- 営業・広報 - しんのすけ、丼

## 主題歌
オープニングテーマ 1「恋するまでの時間」
作詞：Duca、作曲：chokix、編曲：chokix、歌：Duca
オープニングテーマ 2「かさねた気持ち」
作詞：Duca、作曲：chokix、編曲：chokix、歌：Duca
エンディングテーマ「eternal」
作詞：Duca、作曲：Nekusam、編曲：Nekusam、歌：Duca
FDオープニングテーマ「恋するletter」
作詞：Duca、作曲：Nekusam、編曲：Nekusam、歌：Duca
FDエンディングテーマ「かさなるココロ」
作詞：Duca、作曲：chokix、編曲：chokix、歌：Duca

## サウンドトラック
恋する気持ちのかさねかた サウンドトラック「恋する調べのかなでかた」
初回版には「恋する気持ちのかさねかた サウンドトラック『恋する調べのかなでかた』」が特典として添付された。主題歌3曲とゲーム内で使用された全BGMの合計23曲が音楽CD1枚に収録されている。
| #         | タイトル                             | 作詞      | 作曲             | 時間 |
| --------- | ------------------------------------ | --------- | ---------------- | ---- |
| 1.        | 「恋するまでの時間」(歌：Duca)       | Duca      | chokix           | 4:14 |
| 2.        | 「穏やかな朝」                       |           | ミリオンバンブー | 2:20 |
| 3.        | 「陽だまりの中で軽やかなステップを」 |           | ミリオンバンブー | 2:20 |
| 4.        | 「喜び弾んで」                       |           | ミリオンバンブー | 2:10 |
| 5.        | 「ゆったりティータイム」             |           | ミリオンバンブー | 2:32 |
| 6.        | 「凪は静かに揺れて」                 |           | ミリオンバンブー | 2:15 |
| 7.        | 「おでかけは上機嫌」                 |           | ミリオンバンブー | 2:05 |
| 8.        | 「夕暮れの帰り道」                   |           | ミリオンバンブー | 2:17 |
| 9.        | 「夜はゆっくりと更けて」             |           | ミリオンバンブー | 2:17 |
| 10.       | 「まっじで!?」                       |           | ミリオンバンブー | 2:02 |
| 11.       | 「コミカル・ダウン」                 |           | ミリオンバンブー | 2:02 |
| 12.       | 「雨に打たれながら」                 |           | ミリオンバンブー | 2:12 |
| 13.       | 「言葉に出来ないもどかしさ」         |           | ミリオンバンブー | 2:36 |
| 14.       | 「疑う心」                           |           | ミリオンバンブー | 2:04 |
| 15.       | 「Dual One Let's Rock!」             |           | ミリオンバンブー | 2:02 |
| 16.       | 「セピア色の思い出」                 |           | ミリオンバンブー | 2:12 |
| 17.       | 「思いを紡いで」                     |           | ミリオンバンブー | 2:02 |
| 18.       | 「温かいぬくもりを」                 |           | ミリオンバンブー | 2:21 |
| 19.       | 「愛する気持ちをかさねて」           |           | ミリオンバンブー | 2:02 |
| 20.       | 「キャンドルを灯すように」           |           | ミリオンバンブー | 2:04 |
| 21.       | 「やさしさに包まれて」               |           | ミリオンバンブー | 2:33 |
| 22.       | 「かさねた気持ち」(歌：Duca)         | Duca      | chokix           | 4:57 |
| 23.       | 「eternal」(歌：Duca)                | Duca      | Nekusam          | 4:07 |
| 合計時間: | 合計時間:                            | 合計時間: | 57:46            |      |

## ミニゲーム付き抱き枕カバー
2016年1月29日に美桜とひよりの抱き枕カバーが、さらに人気投票で1位・2位となった由希江と一花の抱き枕カバーが2016年8月26日に発売され、それぞれ本編のアフターストーリーが付録になっている。
「柊 美桜」抱き枕カバー
特典ミニゲーム『美桜と同棲ミニADV』（登場人物：柊 美桜（声：藤森ゆき奈））
「久遠寺 ひより」抱き枕カバー
特典ミニゲーム『ひよりと同棲ミニADV』（登場人物：久遠寺 ひより（声：羽鳥いち））
「鏑木 由希江」抱き枕カバー
特典ミニゲーム『由希江ミニアフター』（登場人物：鏑木 由希江（声：秋野花））
「皇城 一花」抱き枕カバー
特典ミニゲーム『一花ミニアフター』（登場人物：皇城 一花（声：白月かなめ））

## 反響

### 売り上げ
恋する気持ちのかさねかた
本作は発売月（2015年11月）の売り上げにおいて、Getchu.comの集計では2位、アダルトゲーム月刊誌『BugBug』の集計では2位を記録した。発売年（2015年）においては、Getchu.comの集計では15位、『BugBug』の集計では10位であった。
かさねた想いをずっと
ファンディスクの『かさねた想いをずっと』は、その発売月（2016年6月）の売り上げにおいて、Getchu.comの集計では2位を記録した。発売年（2016年）においては、Getchu.comの集計で年間42位、『BugBug』の集計では上位20位の圏外であった。

### 人気投票
| 部門名       | Getchu.com | BugBug    | アワード  |
| ------------ | ---------- | --------- | --------- |
| 総合         | 圏外/20位  | 圏外/20位 | 39位/60位 |
| シナリオ     | 圏外/10位  | 圏外/20位 | 部門なし  |
| グラフィック | 5位/10位   | 部門なし  | 部門なし  |
| 音楽         | 圏外/10位  | 圏外/20位 | 部門なし  |
| システム     | 圏外/10位  | 圏外/20位 | 部門なし  |
| ヴォイス     | 部門なし   | 圏外/20位 | 部門なし  |
| ムービー     | 圏外/10位  | 部門なし  | 部門なし  |
| エッチ       | 圏外/10位  | 圏外/20位 | 部門なし  |
| キャラクター | 0人/20位   | 0人/20位  | 部門なし  |

恋する気持ちのかさねかた
本作は発売月（2015年11月）のユーザー人気投票において、Getchu.comの4位を獲得した。発売年（2015年）の人気投票においては、Getchu.comではグラフィック部門の5位を獲得し、その他の部門では圏外であった。『BugBug』では全部門で圏外、萌えゲーアワードでは39位であった（表：「2015年の美少女ゲーム人気投票における本作の位置」に一覧を示す。）。
かさねた想いをずっと
ファンディスクの『かさねた想いをずっと』は、その発売月（2016年6月）のユーザー人気投票において、Getchu.comの3位を獲得した。発売年（2016年）の人気投票においては、Getchu.comでは全部門で圏外、『BugBug』では全部門で圏外、萌えゲーアワードでは上位50位の圏外であった（一覧表は省略する。）。

### 批評

本作ヒロイン・皇城一花のコスプレ（2015年8月16日撮影）。

『BugBug』2016年2月号に本作のレビューが掲載された。レビュアーは、ensembleの看板原画家であるきみしま青の描いたヒロイン達が魅力に溢れていたと肯定的に評価し、特に学園の制服をはじめとする色とりどりの衣装がヒロインをより魅力的に見せていたと分析している。女性であるというレビュアーも着てみたくなるようなデザインの服もあったといい、ランジェリーも可愛いものが多かったと評している。作中で幾度となく挿入されるエッチシーンも、スクロールや部分アップなど演出が工夫されていたと指摘し、中でも沙織の局部アップから始まる浴室でのシーンには意表を突かれたと述べている。

レビュアーが一番気に入ったヒロインは後輩で妄想癖のあるひよりであるといい、一人二役のラブラブ生活の妄想に浸る様は可笑しくもあり可愛くもあったとしている。個別シナリオでは由希江のルートが一番印象に残ったと述べ、由希江が自らの自慰行為を録画し、そのデータを受け取った主人公が自慰行為に及んでいる現場を押さえるシーンが斬新であったとしている。

## 関連商品
- 恋する気持ちのかさねかたA1タペストリー
- 恋する気持ちのかさねかた 〜かさねた想いをずっと〜A1タペストリー